# Capelo

Chapéu de formatura

Capelo é uma palavra de origem italiana, derivando de cappello (chapéu).
Atualmente, designa tipos variados de chapéus: 
- capuz usado pelos frades;
- antiga touca de viúvas ou freiras;
- chapéu usado pelos universitários na cerimônia de colação de grau.
- galero, chapéu usado por cardeais e arcebispo, na Igreja Católica.

Também designa a pequena capa ou murça usada pelos doutores, como insígnia, nos atos solenes.

## O capelo nas cerimônias de colação de grau

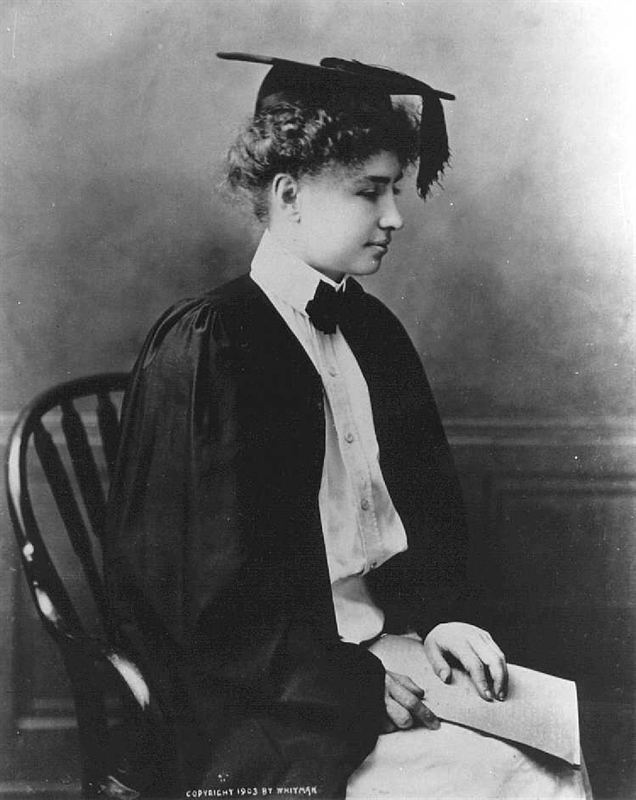
Helen Keller, c. 1904

O capelo de formatura geralmente apresenta uma forma quadrada no topo, de onde sai um cordão pendente. Fixa-se na cabeça através de uma espécie de carneira voltada para o exterior e que envolve o topo da cabeça, passando pela testa.
É de uso obrigatório nas cerimônias de caráter oficial das faculdades e universidades, nas solenidades de concessão de grau, outorgas, posse, transmissão de cargo e na presença de autoridades. Ele representa o poder temporal, fazendo uma analogia com o símbolo da coroa real.
Nas cerimônias de formatura, o capelo é usado por quem recebe e por quem outorga o grau. O capelo do formando deve ser na cor preta; o reitor usa o capelo na cor branca.

## O capelo na Igreja Católica

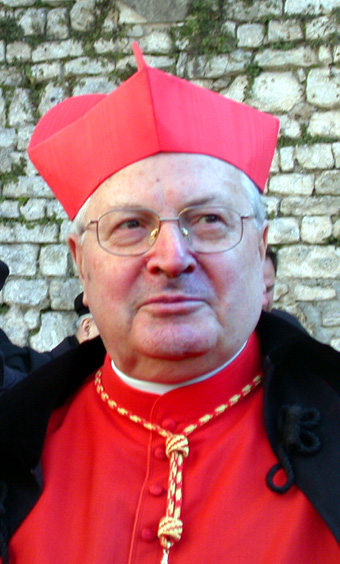
Cardeal Angelo Sodano

O galero ou capelo religioso é um chapéu com guarnição de cordões entrelaçados que, pelo número de nós, identifica o grau de autoridade.
Na Igreja Católica ele é vermelho para os cardeais e para o papa, e os de arcebispo e bispo são tradicinalmente verdes, sendo usados também capelos violáceos, alguns sacerdotes, os monsenhores o usam violeta e roxos, os demais o usam negro. Nesse ornamento liturgico existem ainda as borlas (símbolos de dignidade, variando de acordo com o número), todavia estas aparecem apenas nos brasões eclesiásticos, não sendo muito utilizadas atualmente